# Rolabogan (album)
Rolabogan è il primo ed unico album in studio del gruppo musicale argentino Rolabogan, pubblicato nel 2006.

## Tracce
Testi e musiche di Rolabogan.
1. Andando la vida – 3:58
2. Bailo – 3:37
3. Cada puesta al sol – 3:27
4. Confundido – 3:43
5. Dame un lugar – 3:22
6. Dulces secretos – 4:35
7. Motivos – 4:28
8. No voy a parar – 2:46
9. ¿Qué es lo que quiero? – 3:09
10. Si para verte feliz – 3:18
11. Siempre te esperaré – 3:05
12. Vos y yo – 3:14

## Formazione
- María Fernanda Neil – voce
- Belén Scalella – voce
- Jorge Maggio – coro
- Francisco Bass – voce
- Piru Sáez – voce, chitarra elettrica, compositore